# Pterotaea glauca
Pterotaea glauca là một loài bướm đêm trong họ Geometridae.